# Lugny (Saône-et-Loire)
Lugny is een gemeente in het Franse departement Saône-et-Loire (regio Bourgogne-Franche-Comté) en telt 798 inwoners (1999). De plaats maakt deel uit van het arrondissement Mâcon.
Behalve bossen is het grootste gedeelte van de oppervlakte bedekt met wijngaarden, meestal Chardonnay.

## Geografie
De oppervlakte van Lugny bedraagt 14,0 km², de bevolkingsdichtheid is 57,0 inwoners per km².
De onderstaande kaart toont de ligging van Lugny (Saône-et-Loire) met de belangrijkste infrastructuur en aangrenzende gemeenten.

## Demografie
Onderstaande figuur toont het verloop van het inwonertal (bron: INSEE-tellingen).